# Barbara Bach
Pour les articles homonymes, voir Bach (homonymie).
 (juin 2017).
Si vous disposez d'ouvrages ou d'articles de référence ou si vous connaissez des sites web de qualité traitant du thème abordé ici, merci de compléter l'article en donnant les références utiles à sa vérifiabilité et en les liant à la section « Notes et références ».
Barbara Bach, née le 28 août 1946, à New York, est une actrice américaine.
Elle fait partie des James Bond girls, ayant joué dans le film L'Espion qui m'aimait (1977), aux côtés de Roger Moore. Depuis 1981, elle est l'épouse du musicien Ringo Starr.

## Biographie
Barbara Goldbach naît dans le quartier de Rosedale dans le Queens, d'une mère irlandaise catholique et femme au foyer, Marjorie Mary McKnight, et de Howard Irwin Goldbach, un policier d'origine juive autrichienne. Elle étudie dans une école catholique, dans le quartier de Jamaica. Elle a une sœur, Marjorie, et un frère, Howard. En 1965, Barbara raccourcit son nom en Bach.
Elle parle anglais, français, italien et espagnol.
Elle commence comme mannequin pour l'agence Ford Model Management d'Eileen Ford avant d'embrasser une carrière d'actrice en Italie. En 1966, elle rencontre Augusto Gregorini ; ils se marient la même année. Ils ont une fille Francesca Gregorini (it), née le 7 août 1968, actrice et chanteuse, et un fils, Gianni, né le 6 avril 1973. Ils se séparent en 1975.
En 1971, elle fait une apparition dans l'adaptation d'un roman de Françoise Sagan, Un peu de soleil dans l'eau froide. En 1977, elle est retenue pour interpréter le rôle du Major Anya Amasova dans le dixième James Bond, L'Espion qui m'aimait.
Elle rencontre l'ancien Beatle Ringo Starr sur le plateau du film L'Homme des cavernes, sorti en 1981, et l'épouse cette année-là. Ringo lui dédie en 1998 la chanson I'm Yours, de son album Vertical Man, puis fait de même avec la chanson Show Me the Way, qui figure son disque Give More Love paru en 2017, et sur laquelle Paul McCartney apparaît. En octobre 1988, le couple a séjourné dans un centre de désintoxication contre l'alcoolisme à Tucson.
Elle est diplômée en psychologie de l'université de Californie à Los Angeles, en 1993.
En 2008, sa sœur Marjorie se marie avec Joe Walsh, guitariste des groupes James Gang et The Eagles.

## Filmographie

### Cinéma

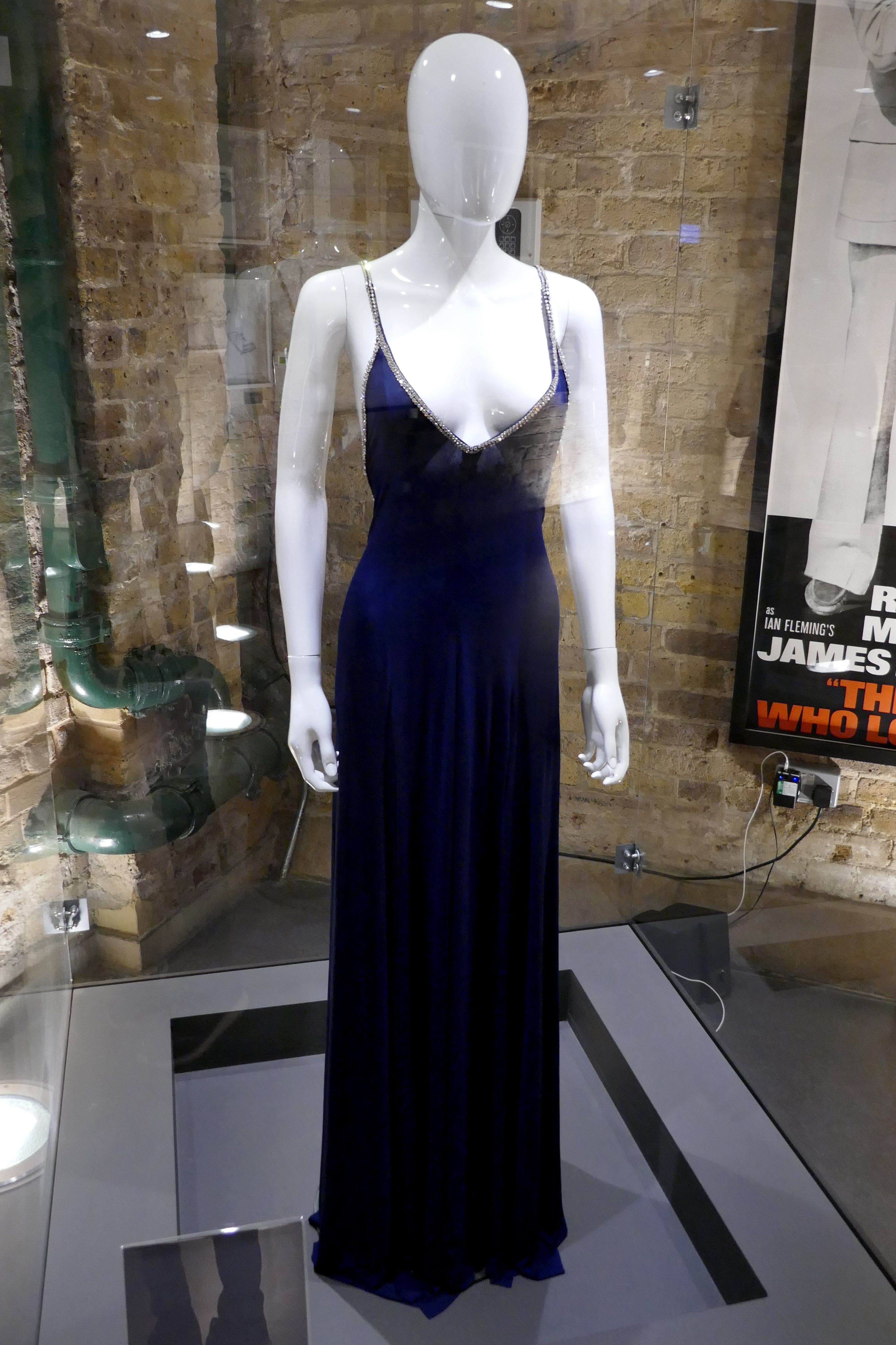
Robe de Barbara Bach dans L'Espion qui m'aimait.

- 1971 : Mio padre monsignore (it) d'Antonio Racioppi : Chiara
- 1971 : La Tarentule au ventre noir (La tarantola dal ventre nero) de Paolo Cavara : Jenny
- 1971 : Je suis vivant ! (La corta notte delle bambole di vetro) d'Aldo Lado : Mira Svoboda
- 1971 : Un peu de soleil dans l'eau froide de Jacques Deray : Héloïse / Elvire
- 1972 : I predatori si muovono all'alba de Filippo Walter Ratti : Helen
- 1973 : Il maschio ruspante d'Antonio Racioppi : Rema
- 1973 : La Dernière Chance (L'ultima chance) de Maurizio Lucidi : Emily
- 1973 : Ce cochon de Paolo (Paolo il caldo) de Marco Vicario : Anna
- 1974 : Un citoyen se rebelle (Il cittadino si ribella) d'Enzo G. Castellari : Barbara
- 1975 : Le Loup des mers (Il lupo dei mari) de Giuseppe Vari : Maud Brewster
- 1977 : Ecco noi per esempio... de Sergio Corbucci : Ludovica
- 1977 : L'Espion qui m'aimait (The Spy Who Loved Me) de Lewis Gilbert : Major Anya Amasova
- 1978 : L'ouragan vient de Navarone (Force 10 from Navarone) de Guy Hamilton : Maritza Petrovich
- 1979 : Le Continent des hommes-poissons (L'isola degli uomini pesce) de Sergio Martino : Amanda Marvin
- 1979 : L'Humanoïde (L'umanoide) d'Aldo Lado : Lady Agatha
- 1979 : Nom de code : Jaguar (Jaguar Lives!) d'Ernest Pintoff : Anna Thompson
- 1979 : Le Grand Alligator (Il fiume del grande caimano) de Sergio Martino : Alice Brandt
- 1980 : Up the Academy de Robert Downey Sr. : Bliss
- 1981 : L'Homme des cavernes (Caveman) de Carl Gottlieb : Lana
- 1981 : Les Secrets de l'invisible (The Unseen) de Danny Steinmann : Jennifer Fast
- 1982 : Lady Chance (The Cooler) de Lol Creme et Kevin Godley (court-métrage)
- 1984 : Rendez-vous à Broad Street (Give My Regards to Broad Street) de Peter Webb : La journaliste
- 1986 : To the North of Katmandu (en) de Terence Ryan (en)

### Télévision
- 1968 : L'Odyssée (Odissea) de Franco Rossi : Nausicaa
- 1977 : The Mask of Alexander Cross de Bernard McEveety : agent Judson
- 1983 : Princesse Daisy (Princess Daisy) de Waris Hussein : Vanessa Valerian